# Brent Nowak
Pour les articles homonymes, voir Nowak.
Brent Nowak est un acteur, producteur, monteur, réalisateur et scénariste américain né le 12 novembre 1974 à Green Bay, Wisconsin (États-Unis).

## Filmographie

### comme acteur
- 2002 : Union : William Lawrence
- 2005 : Survival of the Fittest : Chauffeur
- 2005 : Lost Love : Guy
- 2006 : Dark Crimes : Becker

### comme producteur
- 2003 : The Intruder
- 2005 : Lost Love

### comme monteur
- 2005 : Pick Up Kelly
- 2005 : Lost Love

### comme réalisateur
- 2005 : Lost Love

### comme scénariste
- 2005 : Lost Love